# 卢修斯·谢泼德
卢修斯·谢泼德（1943年8月21日—2014年3月18日），是一个美国作家，他绝大多数作品都是科幻小说和科学小说。著名作品包括有《美洲虎猎手》、《战争时期的生活》、《地球尽头》等。
2014年3月18日，他因病死于波特兰，享年70岁。

## 职业生涯
谢泼德是弗吉尼亚州林奇堡人，他于 1943 年出生在那里。[1]他的第一部短篇小说于1983年出版，他的第一部小说《绿眼睛》于1984年出版。

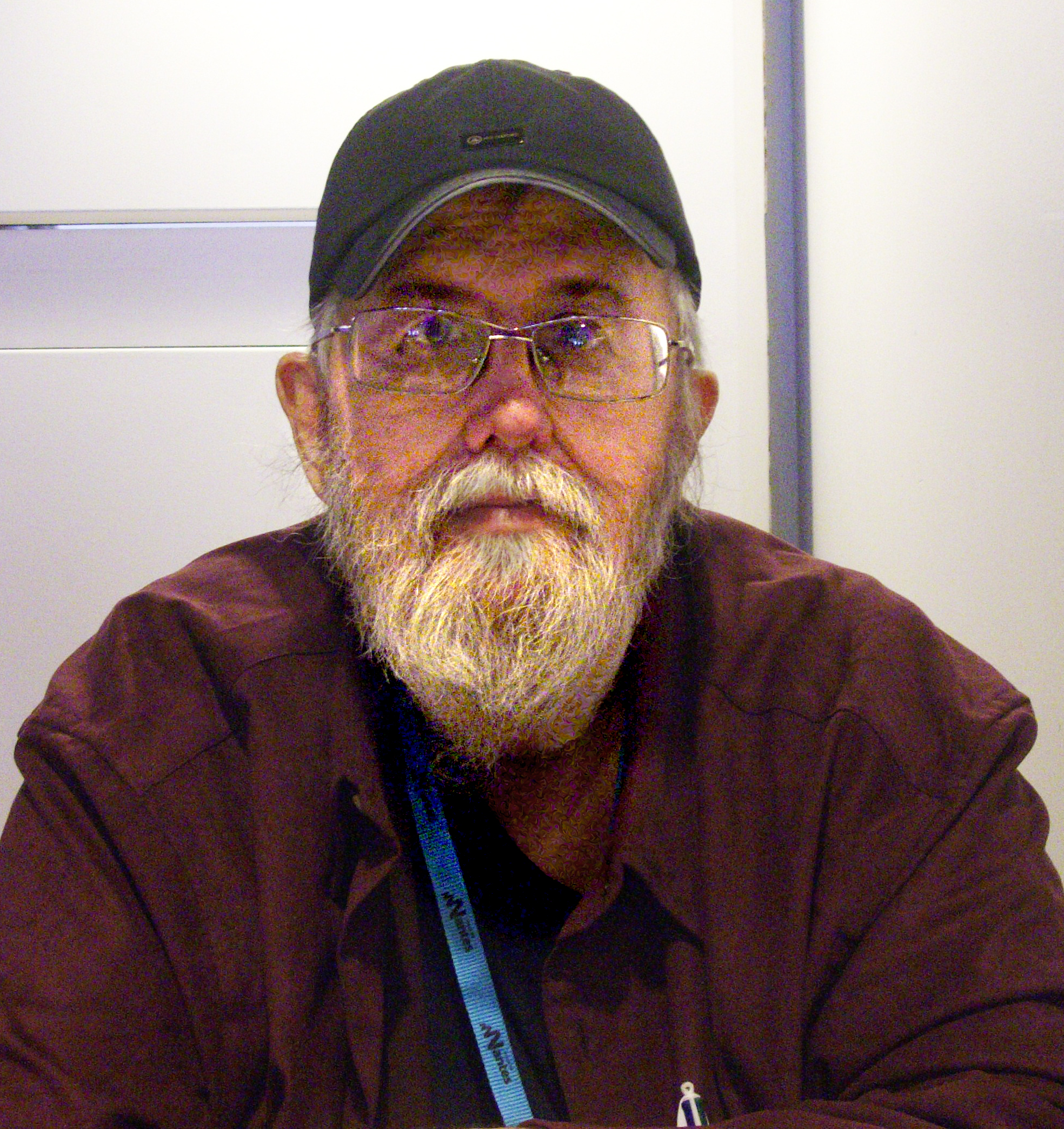
2011年的卢修斯·谢泼德

卢修斯·谢泼德 （Lucius Shepard） 在1985 年，获得了约翰·坎贝尔奖最佳新作家奖，随后在 1987 年凭借他的故事“R&R”获得了星云奖最佳中篇小说奖。